# 櫻井ゆうこ
櫻井 ゆうこ（さくらい ゆうこ、1979年11月27日 - ）は、日本の元グラビアアイドル、元AV女優。元BELLTECH PRODUCTION所属。

## 来歴
千葉県出身。音楽大学卒業。
趣味はゴルフ、特技はピアノ。
2003年にグラビアアイドルとしてデビュー
2006年までは着エロを主としたグラビアで活動していたが、2007年1月5日にSODクリエイトからAV女優としてデビューを果たした。
2008年2月24日をもって、天海麗・倖田梨紗とともに、SODクリエイトの専属から卒業した。

## 出演

### イメージビデオ・DVD
- 巨乳札3
- ぷるるんYUKO (2003年12月20日、竹書房)
- パイChu (2004年3月30日、ベガファクトリー)
- EIGHT (2004年6月24日、レイフル)
- EIGHT of EIGHT (2004年11月18日、レイフル)
- K-cup Devil (2005年1月25日、イーネットフロンティア)
- ぱふぱふっしょ!～OPPAI GA IPPAI (2005年4月22日、レーブ)
- デカップW　小島ミカ・櫻井ゆうこ (2005年7月27日、バウハウス)
- 本当にデカップ6 (2005年8月26日、バウハウス)
- 櫻井ゆうこ (ICFA-104版)(2005年12月25日、ビーエムドットスリー)
- 櫻井ゆうこ (JBMD-11版)(2006年1月25日、ビーエムドットスリー)
- Gravityでいいんじゃない!? (2006年4月21日、ビデオメーカー)
- 裸体 櫻井ゆうこ (2006年11月30日シャッフル、)
- ジューシーハニー (2007年11月25日、オルスタックピクチャーズ)

### アダルトビデオ・DVD
2007年
- 芸能人 櫻井ゆうこ Lcup Debut!! ～芸能人だって乱れたい～ (1月5日、SODクリエイト)
- 芸能人 櫻井ゆうこ Lcup×乱交パイズリ騎乗位SEX 超乳デラックス!! (2月8日、SODクリエイト)
- 芸能人 櫻井ゆうこ×超高級ソープ嬢 (3月8日、SODクリエイト)
- 芸能人 櫻井ゆうこ Lcup×激イキ!激吹き!絶頂アクメ (4月5日、SODクリエイト)、監督:Keita★No.1
- 芸能人 櫻井ゆうこ 爆乳Lcup女教師いけない!ユウコ先生 (5月4日、SODクリエイト)
- 芸能人 櫻井ゆうこ 爆乳芸能人初中出し11発 (6月7日、SODクリエイト)
- SOD年鑑 2007年第1期(1月～3月)作品集 (6月21日、SODクリエイト)
- 芸能人 櫻井ゆうこ 芸能人とゴージャスセックスライフ (7月5日、SODクリエイト)
- 芸能人 櫻井ゆうこ 中出し激痴漢地獄 バス・電車・トイレ・給湯室・病室 (8月4日、SODクリエイト)
- 芸能人 櫻井ゆうこ 爆乳伝説Lカップ 激揺れ激揉み圧迫スペシャル (9月6日、SODクリエイト)
- 芸能人 櫻井ゆうこ 爆乳Lカップ アクメ地獄 中出し×ぶっかけ×ごっくん (10月4日、SODクリエイト)
- 芸能人 櫻井ゆうこ 性感エステ×フルコース 高級回春エステ・オナクラ・イメクラ・おっぱいパブ・痴女倶楽部 (11月22日、SODクリエイト)
- チンチンが3cm大きくなるDVD 気持ちいいオナニーで大きくなれる(秘)トレーニング指南 (12月1日、SODクリエイト) 　※AVグランプリ2008 グランプリステージ エントリー作品
- SOD年鑑 2007年第3期(7月～9月)作品集 (12月6日、SODクリエイト)
- 芸能人 櫻井ゆうこ バスト110cm童貞狩り (12月20日、SODクリエイト)

2008年
- 芸能人 櫻井ゆうこ 悪戯病棟 失禁巨乳ナース (1月17日、SODクリエイト)
- 芸能人 櫻井ゆうこ 初黒人中出し輪姦 (2月21日、SODクリエイト)
- SODアクメスペシャル50人斬り 4時間DX ～SOD PREMIUM COLLECTION～ (2月21日、SODクリエイト)
- SOD年鑑 2007年第4期(10月～12月)作品集 (3月6日、SODクリエイト)
- SOD巨乳30人 4時間DX (3月6日、SODクリエイト)
- 芸能人 櫻井ゆうこ 卒業 中出し21発巨乳処刑 (3月20日、SODクリエイト)
- ハイパーデジタルモザイクVol.082 櫻井ゆうこ (7月1日、MOODYZ)
- 超爆乳ボディSPECIAL (8月13日、MOODYZ)
- 110cm Lcup 108cm Kcup 奇跡のW爆乳 (9月19日、OPPAI)
- 爆乳パイパンFUCK (10月13日、MOODYZ)
- SOD 2006年下半期&2007年上半期 BEST10 専属女優編 ～SOD PREMIUM COLLECTION～ (11月8日、SODクリエイト)
- 女教師 レイプ 輪姦 (11月13日、MOODYZ)
- 奇跡のオッパイ4時間 (12月1日、MOODYZ)
- 初ぶっかけ (12月13日、MOODYZ)

2009年
- 110cm Lcup (1月19日、OPPAI)
- 奥にあたるとオグオグオッグ！ (2月19日、乱丸)
- 恥ずかしいカラダ 元芸能人 ゆうこ (3月7日、HMJM)
- 超人気女優25人！！特選！抜き挿しFUCK4時間 (3月13日、MOODYZ)
- イイ女の絶頂FUCKとたっぷりお掃除フェラ4時間 (4月13日、MOODYZ)
- 極嬢GIRLS (5月19日 YeLLOW)
- 近親相姦 VOL.20 (5月21日 グローリークエスト)
- E-BODY 櫻井ゆうこ (6月13日、E-BODY)
- 特選！爆乳女優の濃厚FUCK4時間 (6月13日、MOODYZ)
- 巨乳兄嫁中出し相姦 (6月20日 スターパラダイス)
- 真性中出しだらけの集団受精大乱交 (7月1日、MOODYZ)
- 女教師グラマラス ゆうこ (7月10日、HMJM)
- 巨乳淫乱オフィスレディー (7月19日 YeLLOW)
- 手コキでベロちゅ～ 7 (7月19日 YeLLOW) オムニバス作品
- スクール水着ローションパイズリ2 (7月19日 YeLLOW) オムニバス作品
- 特選騎乗位FUCK！ 巨乳女優24人4時間 (8月1日、MOODYZ)
- 嫁になぶられ愛される義父 (10月21日、AROUND)
- 中出しソープ 麗しの熟女湯屋 美熟女総本店 (11月10日、グローバルメディアエンタテインメント)
- ハナザカリOLシリーズ 2 南青山 輸入雑貨商社OL (11月13日、アップス)
- 超人気巨乳女優のパイズリ&SEX4時間 (11月13日、MOODYZ)
- 私のお姉さんのオッパイに一目惚れしたおともだち (11月19日、LADY×LADY)
- 母子姦通物語 愛と憎しみの禁断生スワップ (12月15日 スターパラダイス)
- レズビアンベロちゅー (12月19日 YeLLOW) オムニバス作品

2010年
- 櫻井ゆうこが童貞クンに、正しいセックス教えます (2月26日、EROTICA)
- 巨乳義母の疼く淫穴 (3月4日、ヒビノ)
- 尻伝説 (3月5日、実録出版)
- 泣き虫オナニー (4月2日、虎堂)オムニバス作品
- SOD Star DEBUT collection (4月6日、SODクリエイト)
- 近親相姦中出し親子 (4月15日、センタービレッジ)
- フェラ音 II (4月16日、SEX Agent)オムニバス作品
- 尻コキ妻 (4月16日、SEX Agent)オムニバス作品
- 中出し近親相姦 母さん我慢できないよ! (5月7日、センタービレッジ)
- 非日常的悶絶遊戯 第百二十三章 (5月13日、AVS)
- 義父に犯されて… 美嫁いぢり (5月25日、マドンナ)
- ゆっく～りじらし手コキ (6月4日、OFFICE K'S)オムニバス作品
- アナタ、お願いだからなにも聞かないで… (6月17日、タカラ映像)
- 巨乳巨尻妻 ～わたしの全部、撮ってください～ (6月18日、Nadeshiko)
- 白衣の天使 ナース尻コキ (6月18日、OFFICE K'S)オムニバス作品
- 逆レイプ爆乳家族 (6月19日、OPPAI)
- 露天風呂で出会った男性と… (6月25日、マドンナ)
- 近親相姦 罪作りな母の爆乳 (7月1日、VENUS)
- いいなりおっぱい妻 (7月15日、ソルト・ペッパー)
- ボインおばさんの完熟パイズリ (8月20日、SEX Agent)オムニバス作品
- hi touch vol.4 (9月9日、C&H)オムニバス作品
- 爆尻妻 (9月23日、センタービレッジ)
- 派遣妻株式会社 4 (9月24日、Nadeshiko)
- 10周年プレミアム作品 三姉妹近親レイプ 父親に犯された娘たち (10月10日、グローバルメディアエンタテインメント)
- エロ下着姿でダイエット中の巨乳義母に中出ししちゃいました! 12 (10月15日、Nadeshiko)
- レズビアンソープ VOL.4 (10月15日、虎堂)
- お父さんとお母さんと嫁さんと僕 大近親相姦 巨大な母と娘の母子レズ愛 (10月21日、センタービレッジ)
- 断れない巨乳妻 3 (10月22日、Nadeshiko)
- こちら全裸家政婦派遣所 熟女課 櫻井ゆうこ（30）です。 (11月12日、Nadeshiko)
- 夜這い ひっそりと静まりかえった家屋に丑三つ時に忍びよる男が一人寝ている人妻の女体をなぶる (12月13日、ソルト・ペッパー)オムニバス作品

2011年
- 湯けむり情話 若妻仲居温泉宿 ～ゆうこの場合～ (1月28日、Nadeshiko)
- 引越し屋のバイトで、独り暮らしのミニスカ巨乳ノーブラ美女に出会えた!目が合うと微笑み誘惑してくるので勃起してしまい…僕だけこっそり呼ばれて…結果ヤレた! (2月8日、プレステージ)オムニバス作品
- エナメルグローブフル勃起テコキ（5月13日、流鏑馬グラフィティ）
- 近親相姦日記 M旦那とマゾ息子は私のモノ（8月25日、未来）
- ザーメンまみれのマイライフ!私の口にいっぱいぶっかけて〜（11月4日、映天）

2012年
- 麗しき義母の淫ら汁（3月25日、NEXT GROUP）
- 禁断レズ調教 3 女の肉欲に目覚め溺れゆく女達（7月27日、レディース・ルーム）

### オリジナルビデオ・DVD
- 妖女伝説セイレーンXXX（トリプルエックス）～魔性の悦楽～/劇場公開版 (2010年8月6日、竹書房)
- 官能時代絵巻「耳なし芳一 怨凌姫」（2011年9月2日、アルバトロス）

## バラエティ
- 24時間かすみレディオDVD-BOX 上巻(2013/01/16、ポニーキャニオン)・・・24時間かすみレディオ開幕戦、かすみのまんま前篇、深夜の淀川OG会収録

### テレビ番組
- ドドドドTV(あさひテレビ)
- バカな方の鈴木(テレビ東京)『カップde英会話』Kカップ役
- 水着少女(テレビ東京)
- DIVA(テレビ東京)-ほぼ毎回、両手で両胸を触るパフォーマンスを披露していた。DIVAポイントを、ただの一度ももらえなかった。なぜか「猛牛」の愛称で通っていた。
- 淀川★キャデラック(テレビ大阪)
- 今夜もハッスルコーナー「MISSION ROOM」 (2008年8月、サンテレビ)
- おとなのびっくりクリニック (2009年8月、日本海テレビ) マンスリーゲスト出演。
- おとなのびっくりクリニックSP (2009年8月3日、日本海テレビ) ゲスト出演。
- 24時間かすみレディオ（2012年8月11日-2012年8月12日、エンタ!371）※27時間生放送
- 桃のふくらみ（MONDO TV）

### インターネット放送
- エロ生☆パラダイス (GyaOジョッキー、2009年2月17日放送ゲスト出演)
- デラ☆エロパラ (GyaOジョッキー、2009年6月2日放送ゲスト出演)

### 映画・舞台
- 舞台「母の桜が散った夜」 2008年7月1日～6日シアター代官山
- 映画「白昼の人妻　犯られる巨乳」(2011年7月1日公開)監督：竹洞哲也

### 写真集
- Oh!K（2003年11月24日、彩文館出版、撮影：小塚毅之）ISBN 978-4775600269
- 半びらき（2007年1月16日、双葉社、撮影：橋本雅司）ISBN 978-4575299434-ヘアヌード写真集

### ラジオ
- 品川近視クリニックpresentsかすみ果穂ナイト（2011年1月、ラジオ日本)